# Jean-Claude Castagnet
Pour les articles homonymes, voir Castagnet.
Pas d'image ? Cliquez ici

a Compétitions nationales et continentales officielles uniquement.

b Matchs officiels uniquement.
Dernière mise à jour le 22 avril 2024.
Jean-Claude Castagnet, né le 6 mars 1955 à Pau, est un joueur de rugby à XV international français, au poste de centre.

## Biographie

### Jeunesse et formation
Jean-Claude Castagnet, surnommé « Castoche », est né le 6 mars 1955  à Pau. Il découvre le rugby à Lescar, en Béarn, où il développe une passion pour ce sport grâce à Jean Lacoste, un éducateur qu'il considère comme exceptionnel.
Lors de sa dernière année en catégorie junior, Jean Lacoste l’encourage à rejoindre la Section paloise, un club où Castagnet poursuit sa progression. Castagnet est formé au poste de centre, poste où il développe ses qualités de passeur, qui deviennent une de ses forces principales.

### Carrière en club
Jean-Claude Castagnet fait ses débuts en championnat de France avec l'équipe première de la Section paloise en 1975. Bien que ses débuts aient été compliqués par des problèmes musculaires, il gravit rapidement les échelons. Après un premier match contre Tulle, il enchaîne avec une rencontre à Valence. Ses performances lui permettent d’être sélectionné en équipe de France Espoirs pour un match contre une sélection des Pyrénées.
La relégation de la Section paloise en groupe B marque un coup d’arrêt dans sa carrière. Cependant, dès la saison suivante (1978-1979), le club retrouve l’élite du championnat, offrant à Castagnet l'opportunité de revenir au premier plan. Sa persévérance et son talent sont récompensés par une sélection en équipe de France A contre l’Italie, après le forfait de Michel Billac. Castagnet reconnaît que jouer aux côtés de Jean-Paul Basly et Gérard Mariné, sous la direction de Christian Malterre et Raymond Halçarren, a été déterminant dans son épanouissement sportif.
Dans les années 1980, Castagnet forme un duo d’attaque redoutable avec Michel Bruel, marquant une époque mémorable pour la Section paloise.
Jean-Claude Castagnet est nommé dans le XV de légende de la Section paloise, club où il évolue de 1975 à 1985.

### Carrière internationale
Jean-Claude Castagnet est convoqué en équipe de France à l'occasion de la tournée en Afrique du Sud de 1980. Il a alors 25 ans. 
Jean-Claude Castagnet a connu de très nombreuses sélections France B. 

### Président
Il devient président du Gan olympique en 1982.